# Вест-Гемстед (станція)
51°32′50″ пн. ш. 0°11′30″ зх. д. / 51.5473° пн. ш. 0.1918° зх. д.
Вест-Гемстед (англ. West Hampstead) — станція Північно-Лондонської лінії London Overground, у Вест-Гемстед, Лондон, між станціями Брондзбері та Фінчлі-роуд-енд-Фрогнал. Станція розташована у 2-й тарифній зоні. Пасажирообіг на 2017 рік — 2.031 млн. осіб.

## Історія
- 1888: відкриття станції як Вест-Енд-лейн
- 1975: станцію перейменовано на Вест-Гемстед.[3]

## Пересадки
- на станцію Вест-Гемстед-Темзлінк
- на метростанцію Вест-Гемстед

## Послуги
| Попередня станція | Лінія | Лінія                                       | Лінія | Наступна станція        |
| ----------------- | ----- | ------------------------------------------- | ----- | ----------------------- |
| Брондзбері        |       | London Overground Північно-Лондонська лінія |       | Фінчлі-роуд-енд-Фрогнал |